# Техон, Мартин
Мартин Техон Фуили (исп. Martín Tejón Fauli; род. 12 апреля 2004, Вильямарчанте) — испанский футболист, атакующий полузащитник клуба «Валенсия».

## Клубная карьера
Техон — воспитанник клубов «Вильямарчанте» и «Валенсия». В 2021 году игрок дебютировал за дублирующий состав последних. 17 августа 2024 года в матче против «Барселоны» он дебютировал в Ла Лиге.